# Aleksandr Kurynow
Aleksandr Pawłowicz Kurynow (ros. Александр Павлович Курынов; ur. 8 lipca 1934 w mieście Guś-Chrustalnyj, zm. 30 listopada 1973 w Kazaniu) – radziecki sztangista, złoty medalista olimpijski, trzykrotny mistrz świata oraz czterokrotny mistrz Europy.

## Biografia
Aleksandr Kurynow zaczął podnosić ciężary w 1954 podczas studiów w Kazańskim Instytucie Lotniczym. Do radzieckiej kadry narodowej trafił w 1958, po zdobyciu srebrnego medalu w mistrzostwach ZSRR. Sukces ten powtórzył w następnym roku, a w 1960 zdobył swój jedyny złoty medal mistrzostw ZSRR. Oprócz tego zdobył również trzy brązowe medale w latach 1961, 1965 i 1967. Na arenie międzynarodowej był niepokonany na początku lat sześćdziesiątych. Zdobył złoto olimpijskie na igrzyskach w Rzymie (1960), trzy kolejne tytuły mistrza świata (1961, 1962 i 1963) oraz brąz w 1965, jak również cztery tytuły mistrza Europy w latach 1960–1963. W 1964 nie wystąpił na igrzyskach w Tokio po wykluczeniu z radzieckiej drużyny narodowej w wyniku konfliktu z głównym trenerem Arkadijem Worobjowem, którego metod treningowych nie pochwalał. Kurynow ustanowił 15 rekordów świata w wadze średniej w latach 1958–1964: dwa w wyciskaniu, cztery w rwaniu, cztery w podrzucie i pięć w dwuboju/trójboju.
W 1963 ukończył Kazański Instytut Lotniczy z tytułem inżyniera i po krótkim okresie pracy jako trener podnoszenia ciężarów pracował od 1971 jako inżynier w Kazańskim Instytucie Informatyki. Zmarł z powodu niewydolności nerek. Od 1974 w Kazaniu odbywa się turniej na jego cześć.

## Osiągnięcia

### Letnie igrzyska olimpijskie
- Rzym 1960 –  złoty medal (waga średnia)

### Mistrzostwa świata
- Wiedeń 1961 –  złoty medal (waga średnia)
- Budapeszt 1962 –  złoty medal (waga średnia)
- Sztokholm 1963 –  złoty medal (waga średnia)
- Teheran 1965 –  brązowy medal (waga średnia)

### Mistrzostwa Europy
- Mediolan 1960 –  złoty medal (waga średnia)
- Wiedeń 1961 –  złoty medal (waga średnia)
- Budapeszt 1962 –  złoty medal (waga średnia)
- Sztokholm 1963 –  złoty medal (waga średnia)